# (7799) Martinsolc
(7799) Martinsolc es un asteroide perteneciente al cinturón de asteroides, región del sistema solar que se encuentra entre las órbitas de Marte y Júpiter.
Fue descubierto el 24 de febrero de 1996 por el equipo del Observatorio Kleť.

## Designación y nombre
Designado provisionalmente como 1996 DW1, Nombrado en honor a Martin Šolc (n. 1949), astrónomo checo y director del Instituto Astronómico de la Universidad Carolina de Praga desde 1987. Su trabajo se centra en el polvo cósmico, el polvo en los cometas y los isótopos. Participó en la evaluación de datos de las misiones Vega y Giotto al cometa 1P/Halley en 1986-1987. En la actualidad colabora en el proyecto ISO con el Institut für Kernphysik en Heidelberg. Gran parte de su tiempo lo dedica a la enseñanza. También está trabajando en una historia de la astronomía checa, junto con su esposa Alena Šolcová (n. 1950).

## Características orbitales
Martinsolc está situado a una distancia media del Sol de 2,263 ua, pudiendo alejarse hasta 2,341 ua y acercarse hasta 2,184 ua. Su excentricidad es 0,035 y la inclinación orbital 3,744 grados. Emplea 1243,16 días en completar una órbita alrededor del Sol.

## Características físicas
La magnitud absoluta de Martinsolc es 14,15. Tiene 4,651 km de diámetro y su albedo se estima en 0,247.